# Жигунов, Владимир Васильевич
Влади́мир Васи́льевич Жигуно́в (24 января 1949, Москва — 6 мая 1996, Москва) — советский футболист, нападающий.
Воспитанник ЦСКА. За команду в чемпионате СССР в 1967—1972 годах провёл 40 матчей, забил 3 мяча. В чемпионском сезоне-1970 провёл 9 матчей. В 1973—1975 годах играл в ленинградском «Зените» — 46 игр, 2 мяча. Был быстрым, техничным фланговым нападающим, однако редко забивал.
В сезоне 1977/78 играл за клуб из ГДР «Мотор» (Веймар).
Скончался 6 мая 1996 в Москве в возрасте 47 лет.